# Preston Ercelle Cloud, Jr.
Preston Ercelle Cloud, Jr. (26 de setembre del 1912 – 1991) fou un paleontòleg, geògraf, geòleg i professor estatunidenc. És conegut sobretot pel seu treball sobre l'escala dels temps geològics i els orígens de la vida a la Terra.

## Biografia
Cloud nasqué a West Upton (Massachusetts) i cresqué a Waynesboro (Pennsilvània), on es desenvolupa el seu interès per la vida a l'aire lliure. Després del seu primer cicle universitari, Cloud passa tres anys a la Marina dels Estats Units (del 1930 al 1933).
Malgrat les dificultats durant la Gran Depressió, Cloud aconsegueix fer-se remunerar pel seu primer semestre de classes a la Universitat George Washington.
Hi troba Ray Bassler, un professor responsable principalment de la secció de paleontologia del Museu Nacional d'Història Natural. Veient l'interès de Cloud per la seva feina, Bassler mou fils perquè pugui treballar al Museu. Posteriorment, Cloud treballa amb Gustav Arthur Cooper (1902-1999), un paleontòleg i estratígraf amb qui aprèn moltes coses sobre els fòssils, particularment els braquiòpodes. Treballa a temps complet al Museu es llicencia el 1938.
Cooper també permeté a Preston seguir classes a la Universitat Yale.